# Laura Boldriniová
Laura Boldriniová (nepřechýleně Laura Boldrini; * 28. dubna 1961, Macerata) je italská politička, novinářka a právnička, poslankyně za Demokratickou stranu.

## Životopis
Laura Boldriniová se narodila v regionu Marche ve střední Itálii. V roce 1985 ukončila studium právní vědy na římské univerzitě La Sapienza, posléze pracovala jako novinářka pro italskou veřejnoprávní stanici RAI. Od roku 1989 pracovala pro Organizaci spojených národů (OSN), nejdříve však pro Organizaci pro výživu a zemědělství (FAO), v letech 1993–1998 pak pro Světový potravinový program (WFP), v letech 1998–2012 pro Úřad Vysokého komisaře OSN pro uprchlíky (UNHCR).
V roce 2004 byla vyznamenána Řádem zásluh o Italskou republiku v hodnosti rytíře (italsky Cavaliere ordine al merito della Repubblica italiana). Při italských parlamentních volbách v roce 2013 se úspěšně ucházela o poslanecký mandát za stranu Sinistra Ecologia Libertà. Dne 16. března 2013 byla dokonce zvolena předsedkyní Poslanecké sněmovny Parlamentu Itálie.